# Villars-le-Sec
Pour les articles homonymes, voir Villars.
Villars-le-Sec est une commune française située dans le département du Territoire de Belfort, la région culturelle et historique de Franche-Comté et la région administrative Bourgogne-Franche-Comté.

## Géographie

### Localisation
La commune est administrativement rattachée au canton de Delle.
Selon les plaisantins, Villars-le-Sec doit son nom au fait qu'il serait le village français le plus éloigné de toute côte.
Le village est situé dans le sud du département, entre Saint-Dizier-l'Évêque et la frontière suisse. Il porte bien son nom, l'eau étant rare sur ce plateau calcaire à 550 mètres d'altitude.

### Communes limitrophes
Les communes limitrophes sont Basse-Allaine, Boncourt, Bure, Croix et Saint-Dizier-l'Évêque.

### Climat
Pour des articles plus généraux, voir Climat de la Bourgogne-Franche-Comté et Climat du Territoire de Belfort.
En 2010, le climat de la commune est de type climat de montagne, selon une étude du Centre national de la recherche scientifique s'appuyant sur une série de données couvrant la période 1971-2000. En 2020, Météo-France publie une typologie des climats de la France métropolitaine dans laquelle la commune est dans une zone de transition entre le climat semi-continental et le climat de montagne et est dans la région climatique  Vosges, caractérisée par une pluviométrie très élevée (1 500 à 2 000 mm/an) en toutes saisons et un hiver rude (moins de 1 °C).
Pour la période 1971-2000, la température annuelle moyenne est de 8,8 °C, avec une amplitude thermique annuelle de 17,1 °C. Le cumul annuel moyen de précipitations est de 1 248 mm, avec 12 jours de précipitations en janvier et 11,1 jours en juillet. Pour la période 1991-2020, la température moyenne annuelle observée sur la station météorologique de Météo-France la plus proche, « Saint-Dizier-l'Évêque_sapc », sur la commune de Saint-Dizier-l'Évêque à 3 km à vol d'oiseau, est de 10,1 °C et le cumul annuel moyen de précipitations est de 1 099,4 mm. 
La température maximale relevée sur cette station est de 37 °C, atteinte le 13 août 2003 ; la température minimale est de −17,4 °C, atteinte le 20 décembre 2009,,.
Les paramètres climatiques de la commune ont été estimés pour le milieu du siècle (2041-2070) selon différents scénarios d'émission de gaz à effet de serre à partir des nouvelles projections climatiques de référence DRIAS-2020. Ils sont consultables sur un site dédié publié par Météo-France en novembre 2022.

## Urbanisme

### Typologie
Au 1er janvier 2024, Villars-le-Sec est catégorisée commune rurale à habitat dispersé, selon la nouvelle grille communale de densité à sept niveaux définie par l'Insee en 2022.
Elle est située hors unité urbaine et hors attraction des villes,.

### Occupation des sols

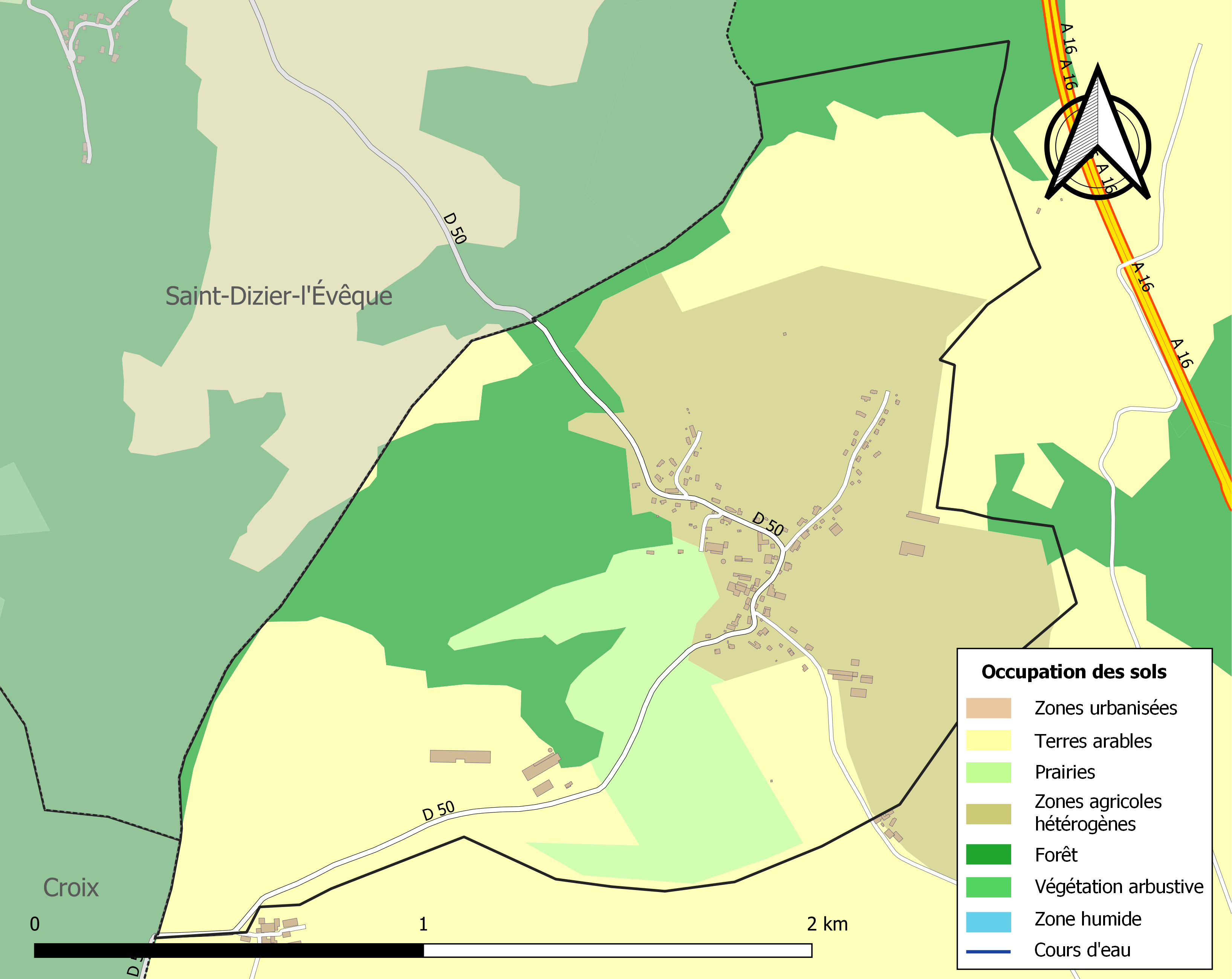
Carte des infrastructures et de l'occupation des sols de la commune en 2018 (CLC).

L'occupation des sols de la commune, telle qu'elle ressort de la base de données européenne d’occupation biophysique des sols Corine Land Cover (CLC), est marquée par l'importance des territoires agricoles (78,7 % en 2018), en diminution par rapport à 1990 (79,6 %). La répartition détaillée en 2018 est la suivante : 
terres arables (35,4 %), zones agricoles hétérogènes (31,7 %), forêts (21,3 %), prairies (11,6 %). L'évolution de l’occupation des sols de la commune et de ses infrastructures peut être observée sur les différentes représentations cartographiques du territoire : la carte de Cassini (XVIIIe siècle), la carte d'état-major (1820-1866) et les cartes ou photos aériennes de l'IGN pour la période actuelle (1950 à aujourd'hui).

## Toponymie
- Villars-le-sec

Le nom du village n'est cité, pour la première fois, qu'à la fin du XIII siècle, en 1282 précisément, dans la forme Veler. Par la suite le nom devient Viler en 1308 puis Villars en 1508. Il faudra attendre le XVIII siècle pour trouver l'ajout du qualificatif " sec ".
Le nom "Villars" est courant dans la toponymie française et provient du mot latin villare, qui désignait une exploitation agricole ou un domaine rural à l'époque romaine.
Villare est lui-même dérivé de villa, qui signifiait à l'origine une grande ferme ou un domaine, souvent entouré de terres cultivables. Au fil du temps, le terme a évolué pour désigner un petit village ou un groupe de fermes autour d'un domaine seigneurial.
Villars-le-sec désignerait alors un petit hameau situé sur des terres sèches probablement en raison du plateau calcaire sec sur lequel il se trouve.

## Histoire

### Préhistoire et Antiquité
Les traces du village de Villars-le-sec sont récentes mais il est évident que la zone était connue et fréquenté depuis la préhistoire. Avant l’implantation définitive du christianisme aux VIIe et VIIIe siècles, le pays de Villars-le-sec était un lieu de cultes païens possiblement agencé autour du Maira.
Le Maira occupe un point autour duquel convergent les chemins de Villars-le-sec, Saint Dizier l’évêque, Milandre, Buix, Bure et Lebetain sans se souder l’un à l’autre. Cette situation pourrait démontrer la place centrale qu’occupait le Maira comme centre religieux fréquenté par toutes les populations voisines.
A Villars-le-sec, les pas du diable pourraient eux aussi être le témoignage de croyances anciennes. La pierre en question, et surtout les marques qu’on attribue selon la légende à Saint Dizier et au Diable sont en réalité de nature humaine.
Les 4 pas du diable ont été sculptés successivement les uns après les autres entre 7800 avant J.C et 5300 avant J.C, le rocher à été consacré au culte du dieu soleil pendant au minimum 2500 ans au néolithique.
A l’arrivée de Saint Dizier dans le pays au début des années 670, le christianisme n’était encore que peu rependu. Intégrer ce monument dans le mythe chrétien, comme tant d'autres cultes, fêtes et traditions païennes, était fondamental pour convertir les populations locales au christianisme.
Une croix fut élevée aux côtés du monolithe afin de "sanctifier" et de "purifier" le site des cultes passés. Autrefois, le pèlerin avait coutume de prélever sur cette croix un copeau qui lui portait bonheur pour le reste de son voyage.

### Moyen Âge et époque moderne
Le village de Villars-le-Sec fut sans doute créé pendant le Moyen Âge central entre les IXe et XIe siècles.
Le territoire de Villars-le-sec dépendait alors de la dotation de l’Abbaye de Murbach, le village releva ensuite de la mairie de Saint-Dizier et plus tard du château de Delle.
En 1303, le village payait à la Marie pour sa part de contribution Landgraviale ; 8 sous et 3 quartauts d’avoine. Le village, ses Hommes et les biens appartenaient alors, en dehors de ce qui était à l’Eglise, au seigneur de Delle. Mais il existait tout de même des hommes libres, entre 1342 et 1389, il nous est exposé une liste de différents hommes libres qui disposaient de leurs biens.
D’après l’urbaire de Belfort, on sait que le village existait encore en 1533, mais qu’il était détruit en 1543 avant qu’il ne réapparaisse plus tard. C’est donc dans cet intervalle de 10 ans qu’il fut détruit sans qu’on sache pourquoi.
Villars-le-Sec a fait partie de la paroisse de Saint-Dizier-l'Évêque jusqu'en 1698 avant d'être rattaché à celle de Bure en Suisse.

### Époque contemporaine
En 1829 est construite l'église, dédiée à la Nativité-de-la-Vierge et le village devient une paroisse indépendante.
En 1870, la France est défaite par la coalition germanique, menée par la Prusse, nouvellement unifiée comme Allemagne. Avec cette défaite, les départements de la Meurthe et de la Moselle sont cédés à moitié au nouvel empire allemand, ainsi que le Bas-Rhin et le Haut-Rhin, excepté le Territoire de Belfort qui reste français.

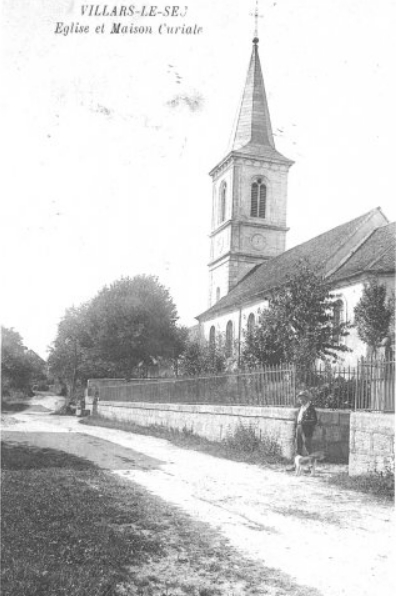
Église du Village au début du XXe Siècle

Pendant la Première Guerre mondiale, Villars-le-sec n’est pas atteint directement par les combats qui se déroulent sur le front à 15 km à l’Est sur la Largue. Rapidement, le village est occupé par une quinzaine de douaniers et des troupes françaises en cantonnement notamment par des gardes républicains, des régiments d'infanterie et de dragons qui vivent chez l’habitant. Le village, surplombant la trouée de Belfort, dispose d’une importance stratégique quand la menace d’une attaque massive sur la ceinture fortifiée de Belfort devient pesante.
Dès les premières années de guerre, ces régiments fortifient la région, et particulièrement le plateau. Villars-le-sec se voit alors ceinturé de barbelés, de deux lignes de tranchées (encore visibles dans le bois de la tranchée au nord du village), et même d’une casemate (démantelée après la guerre). Les 10 et 11 février 1918, Georges Clemenceau, président du Conseil et ministre de la Guerre, inspecta les travaux de défense sur le plateau à Villars-le-Sec et Croix. L’assaut ne viendra jamais, les Allemands ayant choisi d’autres voies plus proches de Paris comme Verdun.
Pendant la guerre, la canonnade pouvait s’entendre depuis le village et se voir depuis les hauteurs de celui-ci à la nuit tombée. Plusieurs incursions aériennes furent observées à Villars-le-sec comme celle du 26 avril 1916, a 5h30 du matin, quand un biplan allemand venant de Courtavon a survolé Porrentruy, Bure, puis Villars-le-sec avant de jeter 4 bombes sur Delle et repasser la frontière.
La vie pendant la guerre fut rude pour les habitants qui manquaient de tout et devaient parfois traverser la frontière suisse pour se ravitailler.
En 1918, le village fut épargné de la grippe espagnole qui ravageait les villages voisins comme Bure.
Le 8 septembre 1931, la paroisse de Villars-le-sec fête son centenaire, à cette occasion, une croix en bois de 7 mètres de haut est érigée sur le Theurrey, à 583 m d’altitude.
Pendant la Seconde Guerre mondiale, le territoire de Belfort est situé en zone interdite où l'accès était restreint et sous haute surveillance allemande. Cette zone avait pour but de limiter la circulation et de contrôler les populations proches des frontières du Reich.
Villars-le-sec, par sa proximité avec la Suisse attire particulièrement l’attention des autorités allemandes qui installent un poste de douane dans le presbytère (aujourd’hui la mairie) qui répond directement de la Kommandantur de Delle.
Cette surveillance active de la frontière se traduit par plusieurs petits postes douaniers présents sur la commune du village (un surplombant la ferme des bornes en direction de Bure et un autre près du bois de la tranchée), des patrouilles avec chiens fréquentes et enfin l’installation d’un grillage barbelé entre la frontière et le village, la zone entre les deux faisant office de no man’s land.
Cette présence accrue de l’occupant s’explique aussi par l’importance des réseaux de résistance et de passeurs dans la région, notamment au niveau de la ferme du Paradis au sud-ouest du Village. Les activités résistantes consistaient à faire passer en Suisse le plus souvent des aviateurs alliés, des résistants, des juifs ou des hommes recherchés par les autorités. Le 2 octobre 1944, la Gestapo et les SS mettent le feu à la ferme d’un passeur local, Maurice Bidaux, qui n’était par chance pas présent au moment des faits.

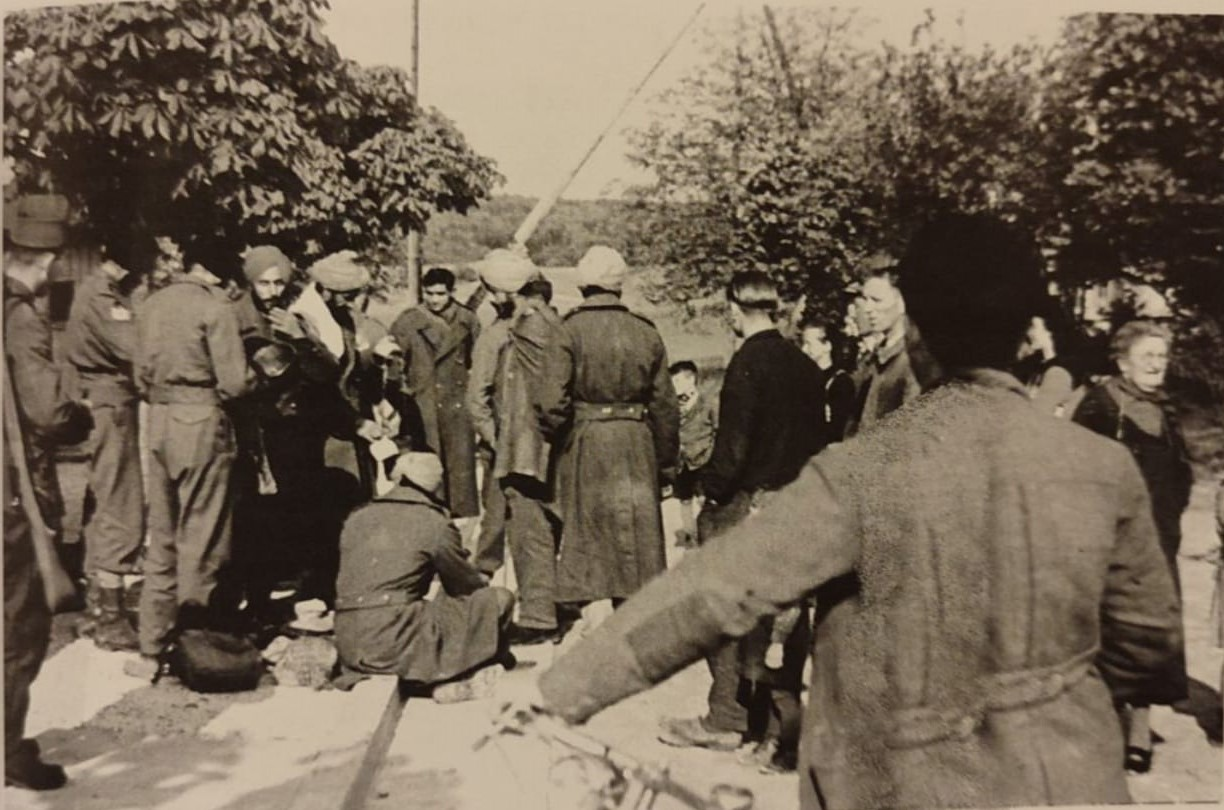
Soldats indiens britanniques à leur arrivée à Bure en 1944

Le 11 mai 1944, le Frontstalag 315, un camp de prisonniers militaires à Épinal est bombardé par une escadrille américaine. Dans le chaos, 2000 prisonniers indiens britanniques prennent la fuite, seulement une centaine parviendra, après une marche de 90 km, à gagner la Suisse par Villars-le-sec et Bure.
Le village sera libéré le 18 novembre 1944 sans combat, après la fuite des gardes frontières  pillant tout sur leur passage. Les Allemands préparant la défense de l’Alsace s’étaient organisés sur Delle. Les troupes françaises ne rencontrèrent de la résistance qu’à Lebetain, à l’entrée du village sur la D50 venant de Villars-le-sec. Saint-Dizier-l’Évêque servit de position d’artillerie pour pilonner les routes entre Delle et Réchésy.
Après la libération, la route entre Croix et Villars-le-Sec dut être déminée, après avoir été piégée par les Allemands. Les Alliés continuant leur avancée vers le Rhin, ce sont des jeunes FFI qui occupèrent le village peu après la libération.

### Légendes
- Les Pas du Diable
« L’évêque Saint Dizier allait du village de Bure
à celui qui s’appelait alors le Mont et qui s’appelle
aujourd’hui Saint-Dizier. Le Saint évêque fut
rencontré près de ce monolithe par le diable qui
voulut se livrer sur lui à des actes de violence et
l’emporter au loin. Mais l’ennemi du genre
humain fut arrêté dans sa criminelle tentative par
un miracle. Les pieds du diable s’enfoncèrent
dans la pierre, le maudit resta planté là et ne
pu s’en tirer que par la grâce du Saint évêque.
mais les pieds de Saint Dizier ne laissèrent qu’une
légère emprunte qui s’amollit sous ses pas. »

## Politique et administration
|  |

| Période   | Période   | Identité          | Étiquette      | Qualité       |
| --------- | --------- | ----------------- | -------------- | ------------- |
| '         |           |                   |                |               |
| Mai 2020  | En cours  | Jean-Michel Talon | Sans Étiquette | Agriculteur   |
| Mars 2014 | Mai 2020  | Laurent Brochet   | Sans Etiquette | Informaticien |
| Mars 1971 | Mars 2014 | Jean-Louis Fridez | UMP            | Agriculteur   |

## Population et société

### Démographie

#### Évolution démographique
L'évolution du nombre d'habitants est connue à travers les recensements de la population effectués dans la commune depuis 1793. Pour les communes de moins de 10 000 habitants, une enquête de recensement portant sur toute la population est réalisée tous les cinq ans, les populations de référence des années intermédiaires étant quant à elles estimées par interpolation ou extrapolation. Pour la commune, le premier recensement exhaustif entrant dans le cadre du nouveau dispositif a été réalisé en 2005.

En 2022, la commune comptait 178 habitants, en évolution de +4,71 % par rapport à 2016 (Territoire de Belfort : −2,78 %, France hors Mayotte : +2,11 %).
| 1793 | 1800 | 1806 | 1821 | 1831 | 1836 | 1841 | 1846 | 1851 |
| ---- | ---- | ---- | ---- | ---- | ---- | ---- | ---- | ---- |
| 146  | 135  | 177  | 231  | 258  | 251  | 240  | 233  | 211  |

| 1856 | 1861 | 1866 | 1872 | 1876 | 1881 | 1886 | 1891 | 1896 |
| ---- | ---- | ---- | ---- | ---- | ---- | ---- | ---- | ---- |
| 203  | 219  | 211  | 207  | 227  | 218  | 222  | 184  | 187  |

| 1901 | 1906 | 1911 | 1921 | 1926 | 1931 | 1936 | 1946 | 1954 |
| ---- | ---- | ---- | ---- | ---- | ---- | ---- | ---- | ---- |
| 187  | 150  | 152  | 126  | 124  | 93   | 77   | 68   | 97   |

| 1962 | 1968 | 1975 | 1982 | 1990 | 1999 | 2005 | 2006 | 2010 |
| ---- | ---- | ---- | ---- | ---- | ---- | ---- | ---- | ---- |
| 93   | 77   | 75   | 84   | 96   | 123  | 133  | 129  | 151  |

| 2015 | 2020 | 2022 | - | - | - | - | - | - |
| ---- | ---- | ---- | - | - | - | - | - | - |
| 167  | 178  | 178  | - | - | - | - | - | - |

## Culture locale et patrimoine

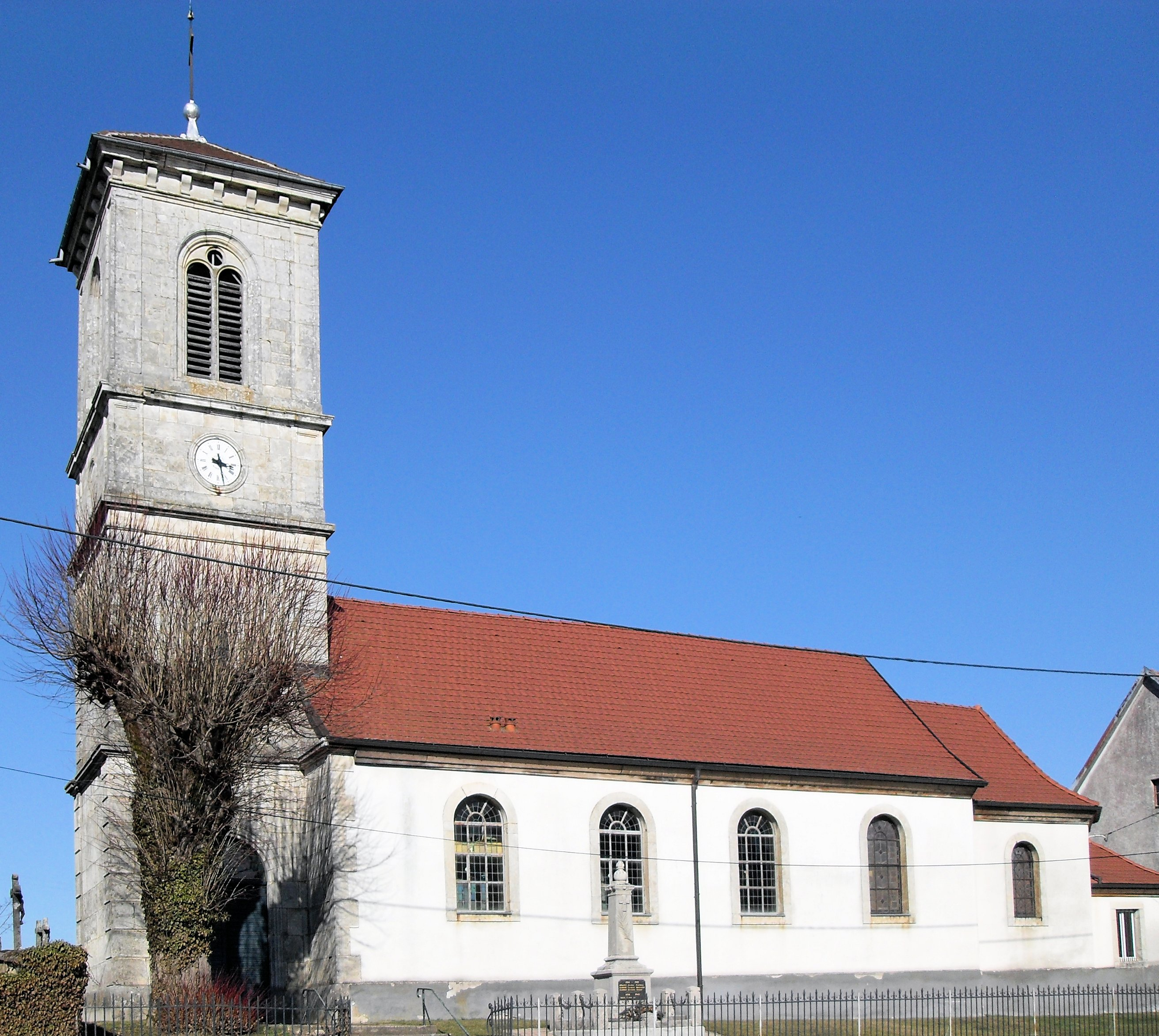
L'église de la Nativité-de-Notre-Dame.

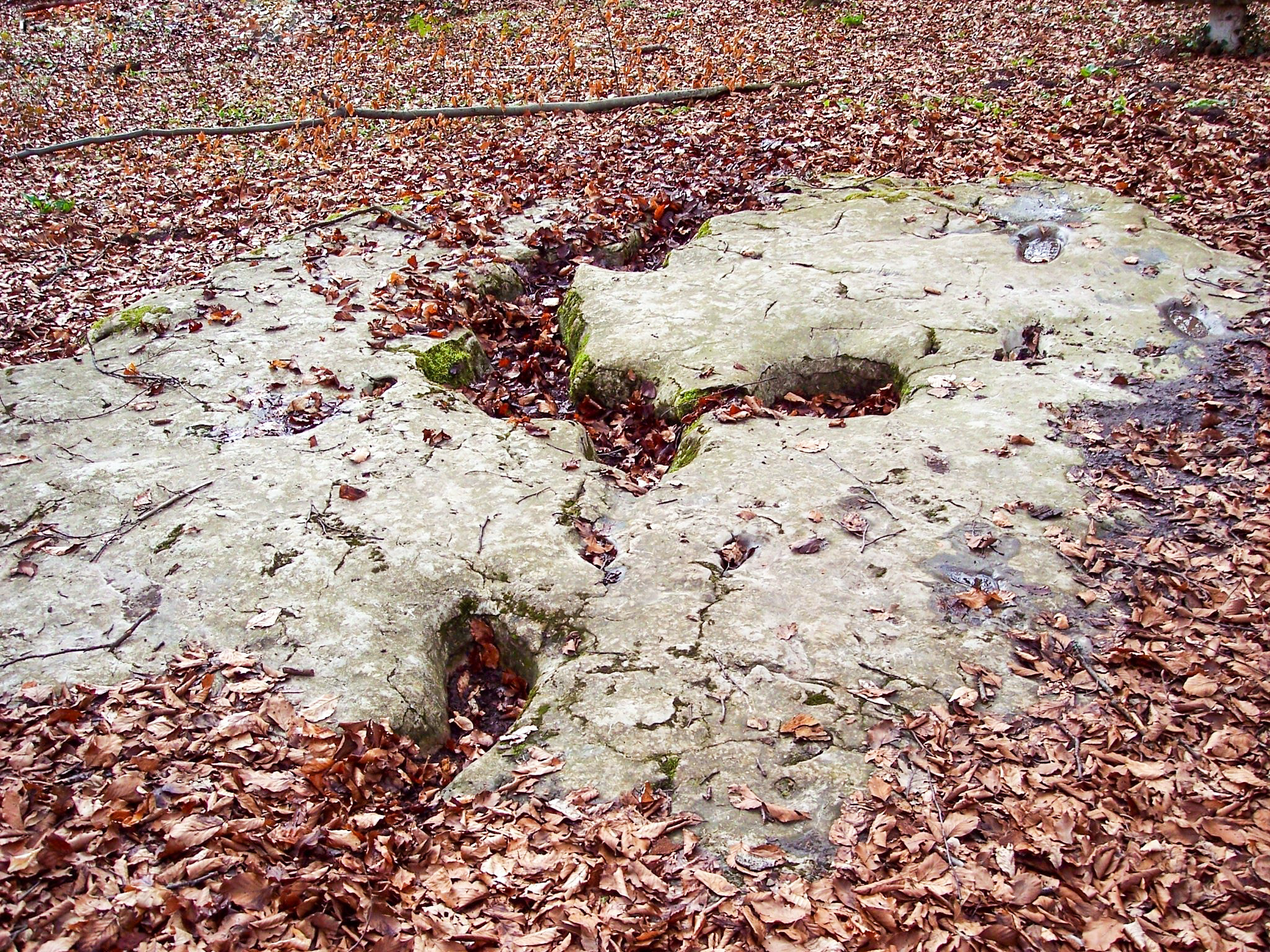
Rocher des pas du Diable

### Lieux et monuments
- Église de la Nativité-de-Notre-Dame, édifiée en 1829
- Rocher des Pas du Diable

### Personnalités liées à la commune
- Henri Vallat, (Villars-le-Sec, 28 janvier 1906 / Dachau, 17 avril 1945) opposant au régime de Vichy et déporté par les S.S au camp de concentration de Dachau (Allemagne).
- Maurice Bidaux (1908-2000), écrivain ruraliste et résistant.

### Héraldique
|  | Les armes de la commune se blasonnent ainsi : De gueules chaussé d'or. |

## Sources